# 恵那駅前バスのりば

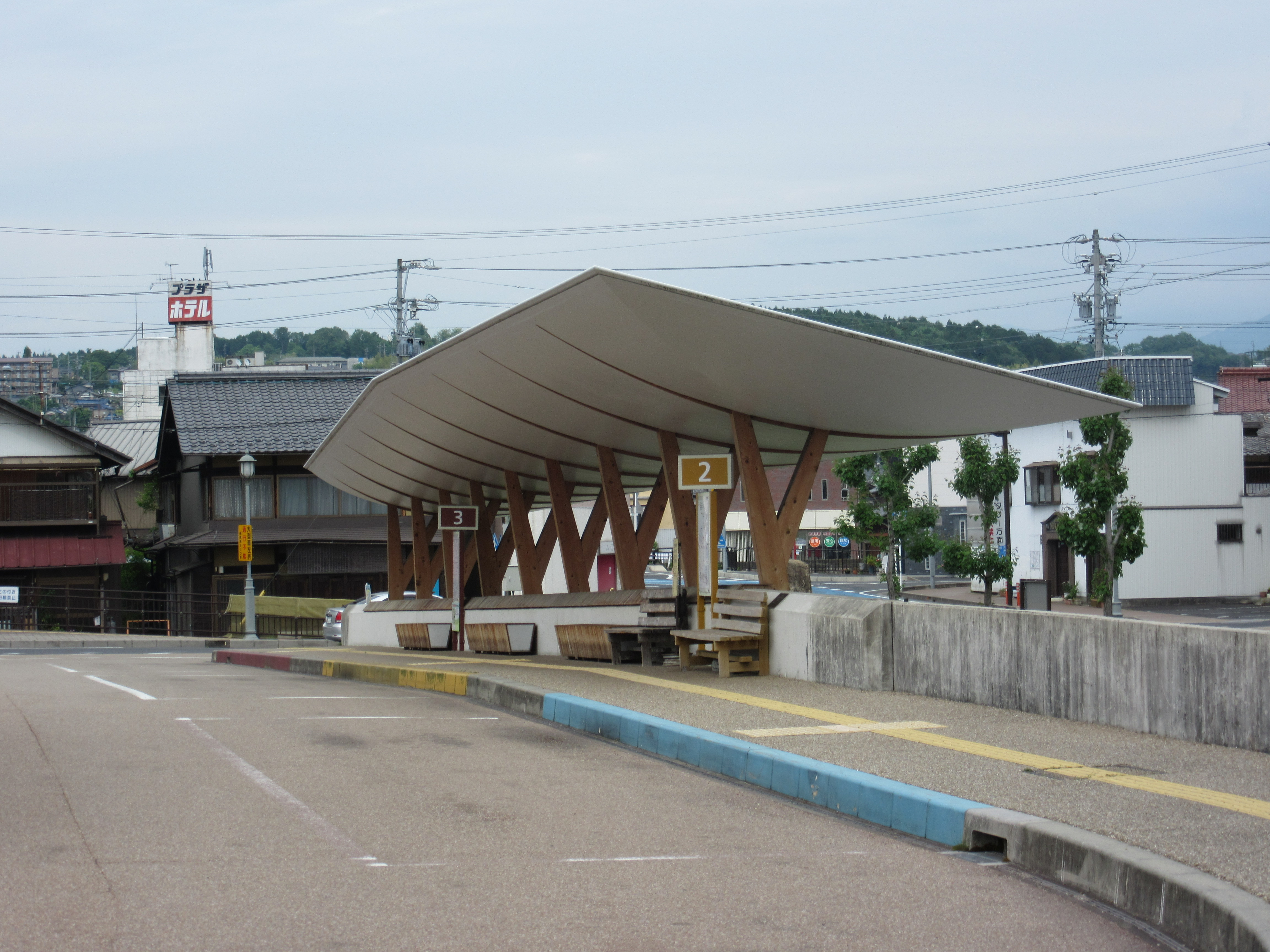
恵那駅前バス乗り場

恵那駅前バスのりば（えなえきまえバスのりば）は、岐阜県恵那市の中央本線恵那駅前にある東鉄バスのバスターミナルである。バス停名としては、恵那駅前になる。
恵那駅南口のバス・タクシー専用ロータリー内にある。

## 路線
- 2番のりば
  - 蛭川線
    - 蛭川和田（恵那峡経由）

  - 恵那峡線
    - 恵那峡（土々ヶ根経由）
- 3番のりば
  - 恵那病院シャトル便 （まちなか巡回バス）
    - 恵那病院

  - 丸池線 ☆
    - 丸池市営住宅前（旭が丘経由）
    - 丸池市営住宅前（恵那病院経由）

  - 毛呂窪線 ☆
    - 毛呂窪
    - 鹿の湯

  - 藤線 ☆
    - 奥山足

  - 三郷線 ☆
    - 三郷殿畑（大洞団地口・神明町経由）
    - 恵那駅前（大洞団地口経由）
- 4番のりば
  - 飯地線 ☆
    - 篠原

  - 中野方線 ☆
    - 中野方馬越

  - 笠置線 ☆
    - 笠置公民館前
- 5番のりば
  - 中津川線
    - 中津川駅前
    - 市民病院

  - 中津川線（東岡瀬沢系統）
    - 東岡瀬沢

  - 小野川線
    - 小野川

注意：☆印は恵那市補助路線（恵那市自主運行バス）。★印は100円バス。
- その他ののりば
  - シアター恵那（笠松競馬場場外券売所）無料シャトルバス
    - シアター恵那 *笠松競馬場開催日に運行